# Bahadurganj (Ghazipur)
Bahadurganj is een nagar panchayat (plaats) in het district Ghazipur van de Indiase staat Uttar Pradesh. 

## Demografie
Volgens de Indiase volkstelling van 2001 wonen er 16.177 mensen in Bahadurganj, waarvan 51% mannelijk en 49% vrouwelijk is. De plaats heeft een alfabetiseringsgraad van 55%. 